# Boldog Karácsony
A Boldog Karácsony Karácsony János harmadik nagylemeze, mely a Narrator Records kiadásában jelent meg 2002 novemberében. Ezen az albumon már más csapattal dolgozott együtt, a szövegeket Korom Attila írta, aki Sztevanovity Dusánhoz képest sokkal több költői képpel élt, nem annyira spontán, így az album hangulatvilága nagyban eltér az előző kettőtől. 

## Dalok listája
1. Szerelem Eclipse 5:14
2. A szemembe nézz 4:48
3. Hogyha nem félsz 5:32
4. Vágyom rád 4:22
5. Boldog Karácsony't 6:05
6. Tudom a titkot 4:22
7. Vallomás 5:00
8. Nézz fel végre 4:42
9. A hajó 5:52
10. Intermezzo 2:27

## Külső hivatkozások
- Album a Narrator Records honlapján